# روز تخطی زمین

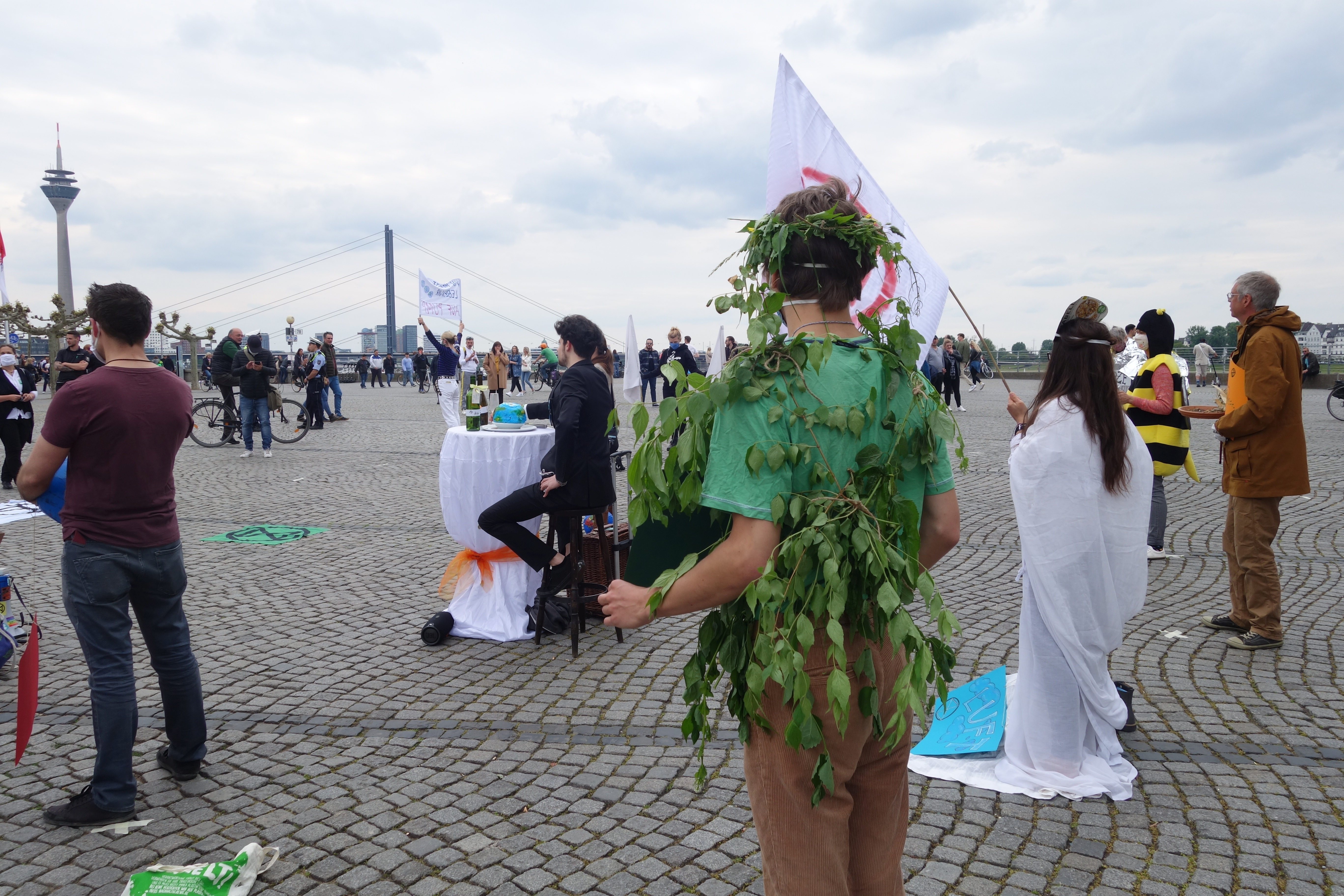
تجمع برای روز تخطی زمین

روز تخطی زمین یا روز فَرارَوی (EOD) که قبلاً به نام روز بدهی زیست‌محیطی (EDD) شناخته می‌شد، تاریخ تقویمی محاسبه شده‌ای است، بیانگر این نکته که مصرف منابع انسان از آن روز سال از ظرفیت زمین برای بازسازی این منابع در آن سال بیشتر شده‌است. روز تخطی زمین را با تقسیم ظرفیت زیستی جهان (مقدار منابع طبیعی تولید شده توسط زمین در همان سال)، بر رد پای زیست‌محیطی جهان (مصرف بشری منابع طبیعی کره زمین در آن سال) ضرب در ۳۶۵ (تعداد روزهای یک سال تقویمی) محاسبه می‌کنند:
(ظرفیت زیستی جهان {\displaystyle \div } رد پای زیست‌محیطی جهان) {\displaystyle \times } ۳۶۵ {\displaystyle =} عدد روز تخطی زمین در تقویم
اگر از منظر اقتصادی نگاه کنید، روز تخطی زمین روزی است که انسان در آن روز دچار کسر بودجه بوم‌شناختی می‌شود. در بوم‌شناسی، اصطلاح روز تخطی زمین میزان تخطی جمعیت زمین از محیط زیست را بیان می‌کند. در سال ۲۰۱۸، روز تخطی زمین روز اول اوت (۲۱۲مین روز سال) بوده‌است.
روز تخطی زمین را Global Footprint Network محاسبه می‌کند که کمپینی تحت حمایت ده‌ها سمن دیگر است. اطلاعات این محاسبه و رد پای بوم‌شناختی ملی، آنلاین در دسترس هستند.